# Amphiarius phrygiatus
Amphiarius phrygiatus is een straalvinnige vis uit de familie van christusvissen (Ariidae), orde meervalachtigen (Siluriformes), die voorkomt in de binnenwateren van Zuid-Amerika, het westen en het zuidwesten van de Atlantische Oceaan.

## Beschrijving
Amphiarius phrygiatus kan een maximale lengte bereiken van 30 centimeter.

## Leefomgeving
De soort komt voor in zoute- en brakke tropische wateren.

## Relatie tot de mens
Amphiarius phrygiatus is voor de visserij van beperkt commercieel belang. De soort staat niet op de Rode Lijst van de IUCN.